# SBB Re 450
Die Re 450 ist eine vierachsige Umrichterlokomotive der SBB für die S-Bahn Zürich. Die Lokomotiven sind für die erste Generation von Doppelstock-Pendelzügen konstruiert worden.

## Fahrzeug

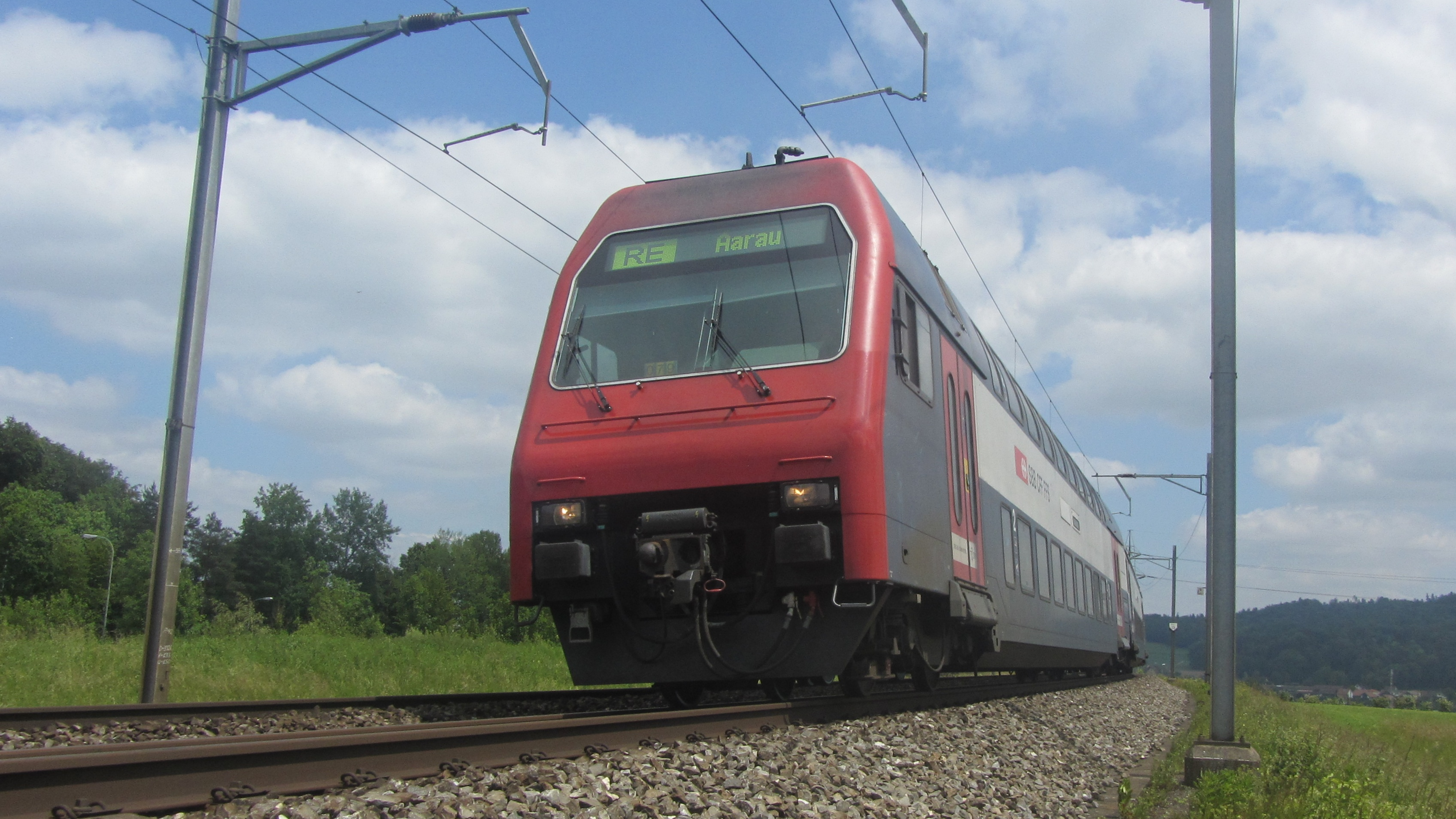
Ein Steuerwagen und zwei weitere Wagen werden von einer Re 450 geschoben

Aufgrund des Pendelzugbetriebs wurde auf einen zweiten Führerstand verzichtet und der gewonnene Platz für ein Gepäckabteil genutzt. Äusserlich an den Rest des Doppelstock-Pendelzugs (DPZ) angeglichen und mit entferntem zweiten Führerstand erinnert nichts daran, dass die Re 450 technisch weitgehend den ab 1987 von SLM/BBC für Privatbahnen gebauten Re 456 entspricht. Das Fahrwerk ist allerdings eine Neuentwicklung von SIG. Die Re 450 ist die erste grosse Serie von Umrichterlokomotiven mit GTO-Thyristoren und Drehstrom-Asynchronmotoren, welche bei den SBB im Einsatz stehen.
Zwischen 1989 und 1997 wurden total 115 Stück der Re 450 von SLM/ABB gebaut. Die erste Serie von 24 Lokomotiven wurde noch unter der Bezeichnung Re 4/4V (10500 – 10523) bestellt, trug bei Auslieferung allerdings bereits die neue Bezeichnung Re 4/4 450 (450 000 – 450 023), unter welcher auch die zweite Serie von 26 Maschinen (450 024 – 450 049) abgeliefert wurde. Zwischenzeitlich änderten die SBB die Baureihen- und Betriebsnummern erneut, und die Lokomotiven erhielten ihre heute noch unverändert gültige Baureihenbezeichnung Re 450. Aufgrund der starken Auslastung der SLM durch den Bau der SBB Re 460, welche 1992 in grossem Stil anläuft, werden die 45 Lokomotivkasten der dritten Serie (450 050 – 450 094) von Schindler Waggon (SWP/SWG) aus dem Werk Pratteln geliefert. Die vierte und letzte Serie von nochmals 20 Maschinen (450 095 – 450 114) wird ab 1996 geliefert – nach Abschluss der Auslieferung der Re 460. Diese Maschinen werden wieder mit SLM-Lokomotivkasten gebaut, während die ABB Verkehrstechnik, inzwischen unter dem Namen Adtranz, erneut die elektrische Ausrüstung liefert.

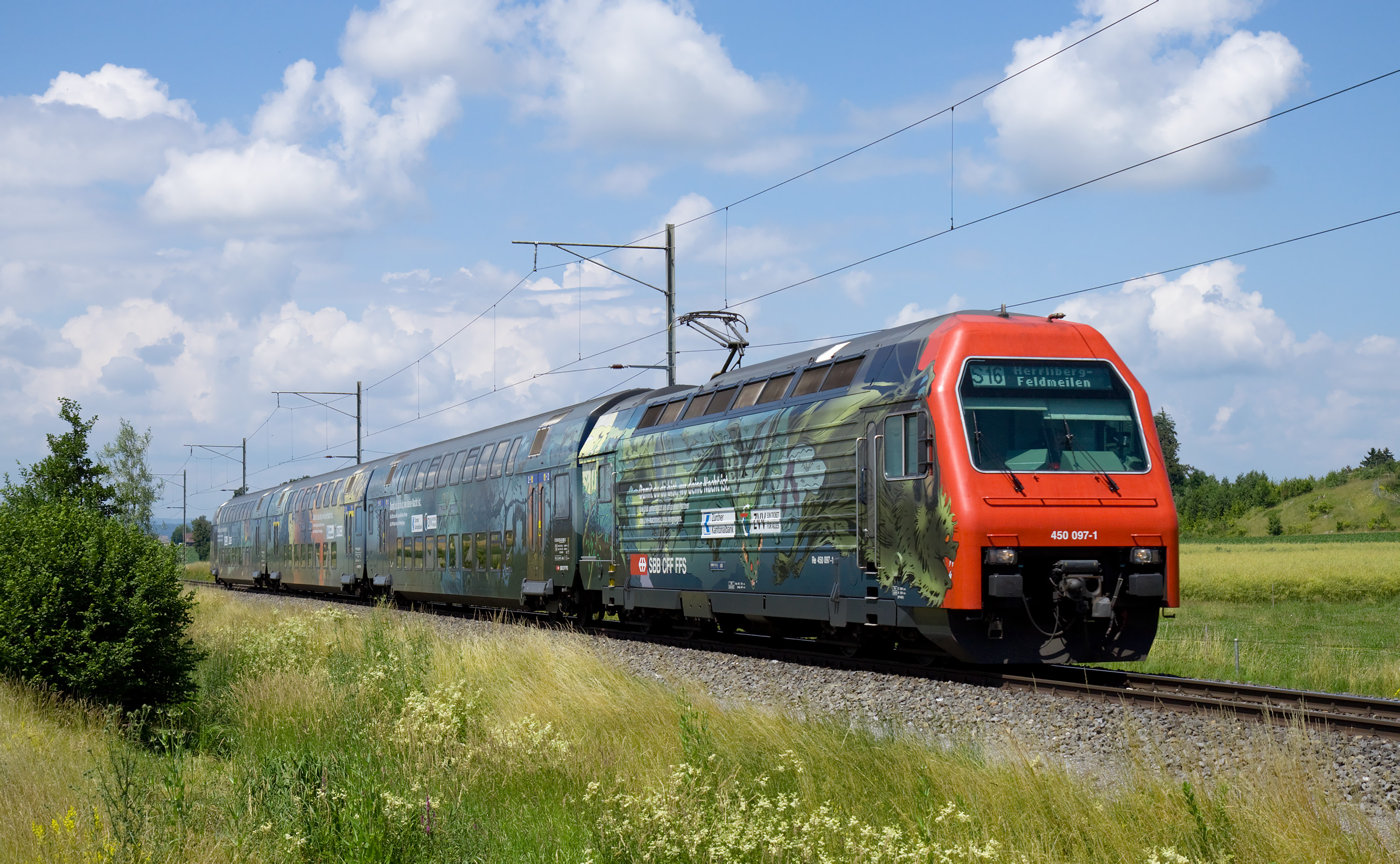
Re 450 mit Werbelayout für das ZVV-Nachtnetz

Die zugehörigen Doppelstockwagen (DS) werden im selben Zeitraum von Schindler Waggon (Wagenkasten, mechanische Teile), SIG (Fahrwerk) und ABB respektive Adtranz (elektrische Ausrüstung) gebaut. Eine Re 450-Pendelzugskomposition besteht generell aus einem AB- und einem B-Wagen sowie einem Steuerwagen (Bt).
Die Re 450 und die zugehörigen DS-Bt verfügen über automatische Kupplungen und werden im Normalbetrieb jeweils kompositionsweise über die automatische Kupplung gekoppelt. Die Vielfachsteuerung erlaubt das gemeinsame Führen von bis zu vier Pendelzugkompositionen. Da die Nutzlänge der Perrons auf dem Zürcher S-Bahn-Netz in der Regel auf maximal 320 m beschränkt ist, wurde die Anzeige- und Diagnoseebene der Führerstände auf nur drei Einheiten ausgelegt.

### Modernisierungsprogramm 2011–2018

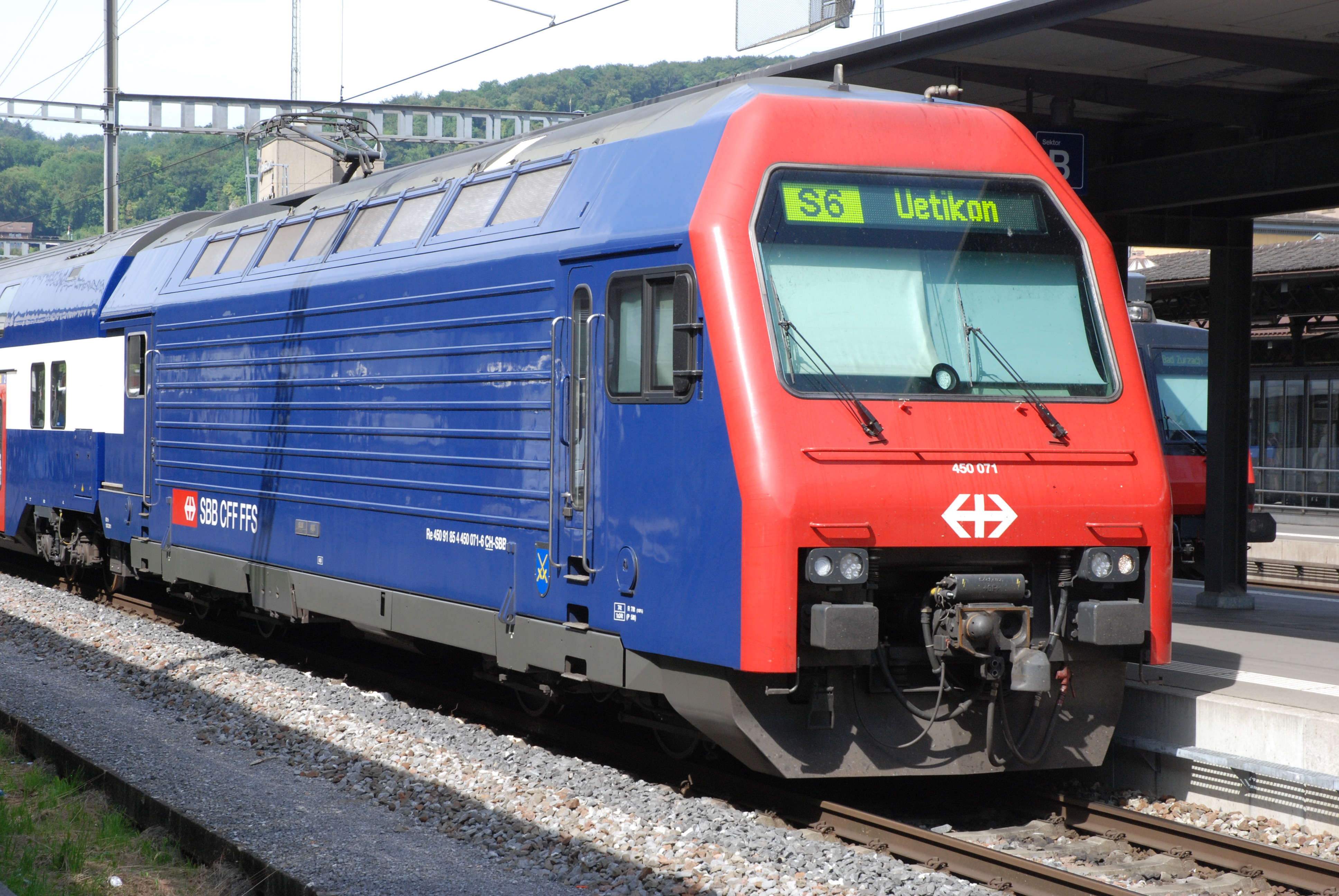
Re 450 071 – Umbau-Prototyp

Im Rahmen des Modernisierungsprogrammes „Lion“ werden die Re 450 im Industriewerk Yverdon grundlegend saniert. Folgende Arbeiten werden ausgeführt
- Rostsanierung und Neulackierung
- Ersatz der Fahrmotorrotoren und Neuwicklung der Statoren
- Ersatz der Getriebekästen
- Ersatz der Frontbeleuchtung durch LED-Beleuchtung
- Ertüchtigung der Traktionsstromrichter
- Ersatz der Geschwindigkeitsmessanlage mit integrierten Sicherheitssystemen und Fahrdatenregistrierung
- Nachrüstung Druckluftanlage mit Lufttrockner und automatischem Wasser-/Ölabscheider

Als erste Lok wurde die Re 450 071 dem Refit unterzogen. Sie war dafür ein gutes Jahr im Industriewerk Yverdon in Revision, welches sie im Juli 2011 verliess. Seit Mitte 2017 ist die Revision aller Re 450 abgeschlossen.

## Betrieb
| Einsatz als Doppelstock-Pendelzug | Einsatz als Doppelstock-Pendelzug |
| --------------------------------- | --------------------------------- |
| Zugformation                      | Re-B-AB-Bt                        |
| Sitzplätze                        | 387                               |
| in erster Klasse                  | 81                                |
| in zweiter Klasse                 | 306                               |
| Nutzlast D-Abteil                 | 4 t                               |
| Einsatzgebiet                     | S-Bahn Zürich                     |
| Wartungswerk                      | Yverdon                           |

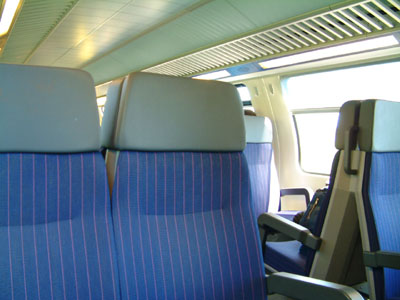
2.-Klasse-Abteil eines Doppelstockwagens vor der Modernisierung

Die auch allein voll betriebsfähige Re 450 ist grundsätzlich in der Lage, jeden UIC-konformen Wagen zu führen, was jedoch aus betrieblichen Gründen in der Praxis nicht gemacht wird. Bei Überstellfahrten nach Yverdon in die Hauptwerkstätten (neu Industriewerk) ist das Mitführen von anderen Wagen/Fahrzeugen möglich. Sofern die Re 450 dabei nicht von einem Steuerwagen oder einem anderen Fahrzeug aus ferngesteuert – oder bloss geschleppt – wird, ist es notwendig, sie in den Unterhaltsanlagen jeweils zu drehen.
Von den 115 gelieferten Lokomotiven stehen heute noch 114 Maschinen im täglichen Einsatz. Zwei Stück (450 067 und 070) sind 2008 als Re 456 551 und 552 an die SZU übergegangen. Die Re 450 025 ist am 6. Juli 2023 im Bahnhof Zürich Altstetten in Vollbrand geraten. Der Brand wurde durch einen defekten Haupttransformator ausgelöst. Durch ausgelaufenes Öl konnte sich der Brand im gesamten Maschinenraum ausbreiten. Im Juli 2024 wurde bekanntgegeben, dass die Re 450 025 wieder instand gesetzt wird. Die Dauer für die Instandsetzung ist noch unbekannt.
Auf einen weiteren Nachbau wurde verzichtet, nachdem die bisherigen Produktionsstätten nicht mehr zur Verfügung standen. Ab 2006 wurden die bestehenden 115 DPZ mit den Doppelstock-Triebzügen (DTZ) SBB RABe 514 ergänzt. Ursprünglich war geplant, die DPZ und die DTZ in Vielfachsteuerung verkehren zu lassen, so dass die DTZ ebenfalls mit der GF-Sécheron-Kupplung ausgerüstet wurden. Die Idee war, im Grundtakt die DTZ verkehren zu lassen und diese Kompositionen dann zu den Hauptverkehrszeiten mit DPZ zu verstärken. Aufgrund technischer Schwierigkeiten erwies sich diese Idee allerdings als nicht zulassungsfähig, so dass nun die Fahrzeuge nach Linien aufgeteilt verkehren.
Umlaufbedingt kamen die DPZ bis Dezember 2018 auch auf der RegioExpress-Linie Zürich HB–Aarau zum Einsatz, die RE waren in Aarau jeweils mit der S3 von bzw. nach Wetzikon verknüpft. Zudem werden die DPZ auch als Ersatzzüge bei Streckensperrungen oder bei sonstigen Verwendungen der IC2000 als InterRegio (Konstanz–) Zürich–Luzern eingesetzt.

## Niederflur-Doppelstockwagen (NDW)

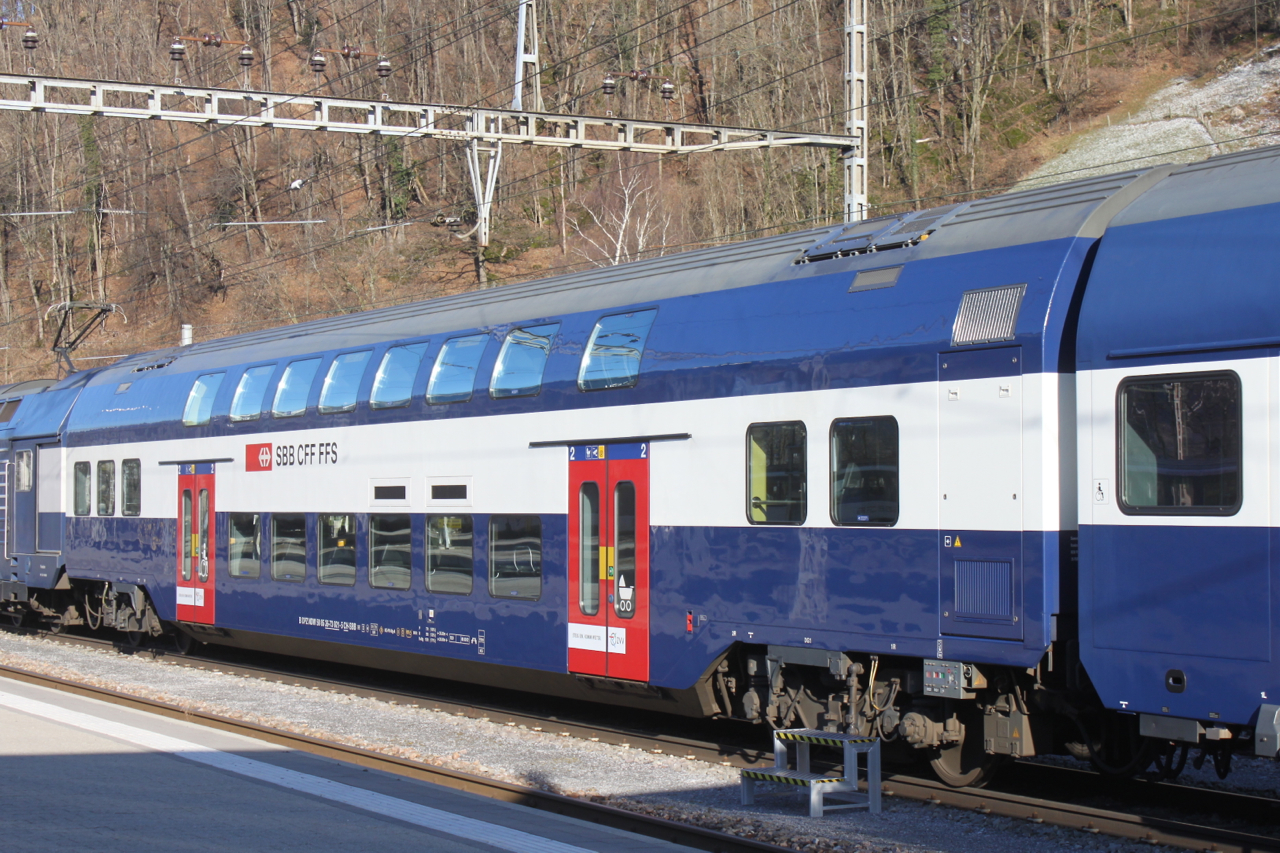
Niederflur-Doppelstockwagen

Ende Juni 2008 gaben SBB und SZU bekannt, dass sie 121 neue Niederflur-Doppelstockwagen (NDW) beim Konsortium Siemens/Bombardier bestellt haben, 113 für die SBB und acht für SZU. Die neuen Wagen sind rollstuhlgängig, klimatisiert und seit 2011 in Betrieb. In die vorhandenen Wagen wird in einem Refit-Programm nachträglich u. a. eine Klimaanlage eingebaut (DPZ+). Das Investitionsvolumen beläuft sich auf 360 Mio. Franken – inklusive Eigenleistungen der SBB, exklusive dem Refit der alten Fahrzeuge. Die durch den Einsatz der neuen Niederflur-Doppelstockwagen freiwerdenden Doppelstockwagen der ersten Generation (DPZ) werden zu zusätzlichen Doppelstock-Zügen (HVZ) zusammengefügt für den Einsatz in den Hauptverkehrszeiten.

## Taufnamen
Alle Lokomotiven haben nach dem Refit geklebte Wappen anstelle der originalen Schilderwappen erhalten
| Nummer  | Taufname               |  | Nummer  | Taufname         |  | Nummer  | Taufname                        |
| ------- | ---------------------- |  | ------- | ---------------- |  | ------- | ------------------------------- |
| 450 000 | Seebach                |  | 450 039 | Embrach          |  | 450 078 | Au ZH                           |
| 450 001 | Schwerzenbach          |  | 450 040 | Hinwil           |  | 450 079 | Jestetten                       |
| 450 002 | Oberwinterthur         |  | 450 041 | Buchs + Dällikon |  | 450 080 | Rüschlikon                      |
| 450 003 | Zollikon               |  | 450 042 | Hettlingen       |  | 450 081 | Weiningen                       |
| 450 004 | Stettbach              |  | 450 043 | Rorbas           |  | 450 082 | Feuerthalen                     |
| 450 005 | Kilchberg              |  | 450 044 | Henggart         |  | 450 083 | Trüllikon                       |
| 450 006 | Rafz                   |  | 450 045 | Feldbach         |  | 450 084 | Neftenbach                      |
| 450 007 | Fehraltorf             |  | 450 046 | Zürich Affoltern |  | 450 085 | Rickenbach ZH                   |
| 450 008 | Riesbach               |  | 450 047 | Seegräben        |  | 450 086 | Benken ZH                       |
| 450 009 | Hedingen               |  | 450 048 | Elgg ZH          |  | 450 087 | Zell ZH                         |
| 450 010 | Steinmaur              |  | 450 049 | Nänikon          |  | 450 088 | Wangen SZ                       |
| 450 011 | Oberrieden             |  | 450 050 | Wien             |  | 450 089 | Bäretswil                       |
| 450 012 | Schwamendingen         |  | 450 051 | Kleinandelfingen |  | 450 090 | Turbenthal                      |
| 450 013 | Niederglatt            |  | 450 052 | Lottstetten      |  | 450 091 | Dürnten                         |
| 450 014 | Männedorf              |  | 450 053 | Witikon          |  | 450 092 | Wila                            |
| 450 015 | Erlenbach              |  | 450 054 | Oberglatt        |  | 450 093 | Wil ZH                          |
| 450 016 | Altstetten 1           |  | 450 055 | Küsnacht ZH      |  | 450 094 | Hüntwangen                      |
| 450 017 | Bubikon                |  | 450 056 | Otelfingen       |  | 450 095 | Wasterkingen                    |
| 450 018 | Hirslanden + Hottingen |  | 450 057 | Dielsdorf        |  | 450 096 | Winterthur Veltheim             |
| 450 019 | Stäfa                  |  | 450 058 | Niederhasli      |  | 450 097 | Maur                            |
| 450 020 | Pfäffikon              |  | 450 059 | Knonau           |  | 450 098 | Grüningen                       |
| 450 021 | Seuzach                |  | 450 060 | Glattfelden      |  | 450 099 | Volketswil                      |
| 450 022 | Richterswil            |  | 450 061 | Mönchaltorf      |  | 450 100 | Rudolfingen                     |
| 450 023 | Greifensee             |  | 450 062 | Gossau ZH        |  | 450 101 | Obfelden                        |
| 450 024 | Pfungen                |  | 450 063 | Hombrechtikon    |  | 450 102 | Wangen-Brüttisellen             |
| 450 025 | Winterthur Seen        |  | 450 064 | City of Osaka    |  | 450 103 | Marthalen                       |
| 450 026 | Birmensdorf            |  | 450 065 | Bonstetten       |  | 450 104 | Zürich Aussersihl + Zürich Hard |
| 450 027 | Zürich Enge            |  | 450 066 | Neerach          |  | 450 105 | Herrliberg                      |
| 450 028 | Ürikon                 |  | 450 067 | Urdorf 2         |  | 450 106 | Winterthur Töss                 |
| 450 029 | Altikon                |  | 450 068 | Waltalingen      |  | 450 107 | Maschwanden                     |
| 450 030 | Rümlang                |  | 450 069 | Wiesendangen     |  | 450 108 | Uetikon                         |
| 450 031 | Wald                   |  | 450 070 | Wülflingen 2     |  | 450 109 | Kappel a./A.                    |
| 450 032 | Mettmenstetten         |  | 450 071 | Altenburg 3      |  | 450 110 | Hittnau                         |
| 450 033 | Thalheim               |  | 450 072 | Rheinau          |  | 450 111 | Neuenhof                        |
| 450 034 | Oberweningen           |  | 450 073 | Wettswil a. A.   |  | 450 112 | Flurlingen                      |
| 450 035 | Schöfflisdorf          |  | 450 074 | Stadel           |  | 450 113 | Humlikon + Adlikon ZH           |
| 450 036 | Dietlikon              |  | 450 075 | Ossingen         |  | 450 114 | Dänikon                         |
| 450 037 | Niederweningen         |  | 450 076 | Unterstammheim   |  |         |                                 |
| 450 038 | Wollishofen            |  | 450 077 | Oberstammheim    |  |         |                                 |